# ويليام سينغ
ليام أنثوني ويليام سينغ (liam Anthony William singe) أو ويليام سينغ (William singe) هو ناشط يوتيوب ومغني وكاتب أغاني ومنتج،ولد في 2 يوليو 1992 .تعتمد أغلب أعماله علي اليوتيوب والفايسبوك.تعود بدايته في عالم الموسيقى إلي انتماءه إلي الفرقة فتيان الغنائية الأسترالية «المجموعة» (بالإنجليزية: The collective) و التي تكونت بدورها في أعقاب الموسم الرابع من برنامج إكس فاكتور (2012) (بالإنجليزية: X factor) في نسخته الأسترالية وحل الفريق في المركز الثالث .إثر ذلك وقع الفريق عقدا مع شركة سوني الموسيقية في أستراليا و أنتجوا ما يزيد عن سبع أغاني وألبوم واحد.إنسحب سينغ من المجموعة في سنة 2015 وقرر التفرغ أكثر نحو إنتاج موسيقاه الخاصة في المنزل وتأدية الأغاني المعروفة (بالإنجليزية: covers) و نشرها علي اليوتيوب و الفايسبوك .و تمكن في مدة زمنية تناهز السنة من جمع ما يقارب المليون صديق علي الفايسبوك و المرتبة الأولي علي سبوتيفاي و أكثر من 200 مليون مشاهد علي اليوتيوب و أكثر من مليون متابع لقناته علي نفس الموقع .

## أعماله
| العنوان                                           | السنة | الترتيب | الترتيب | الترتيب | الترتيب | الترتيب | الترتيب | الترتيب | الترتيب | الترتيب | الترتيب | Certifications                                                                         | الألبوم                                      |
| العنوان                                           | السنة | UK      | AUS     | AUT     | DEN     | GER     | NLD     | NOR     | NZ      | SWE     | US      | Certifications                                                                         | الألبوم                                      |
| ------------------------------------------------- | ----- | ------- | ------- | ------- | ------- | ------- | ------- | ------- | ------- | ------- | ------- | -------------------------------------------------------------------------------------- | -------------------------------------------- |
| "Forgot You" (Bella Ferraro featuring Will Singe) | 2013  | —       | 75      | —       | —       | —       | —       | —       | —       | —       | —       |                                                                                        | Non-album single                             |
| "Mama" (جوناس بلو featuring William Singe)        | 2017  | 4       | 7       | 5       | 5       | 5       | 5       | 9       | 8       | 6       | —       | - BPI: Gold - ARIA: 3× Platinum - BVMI: Gold - آي إف بي آي النمارك ‏: Gold - RMNZ: Gold | Jonas Blue: Electronic Nature – The Mix 2017 |

## وصلات خارجية
- ويليام سينغ على موقع IMDb (الإنجليزية)
- ويليام سينغ على موقع ميوزك برينز (الإنجليزية)
- ويليام سينغ على موقع أول ميوزيك (الإنجليزية)
- ويليام سينغ على موقع ديسكوغز (الإنجليزية)